# Vernonia
Vernonia är ett släkte med runt 1 000 arter av örtartade växter och buskar i familjen Asteraceae. Några arter är ätbara. De är kända för sina intensiva lila blommor. Släktet är namngett efter den engelske botanisten William Vernon.

## Användningsområde
Ett antal arter i släktet Vernonia, till exempel V. calvoana, V. amygdalina och V. colorata, äts som bladgrönsaker. Vanliga namn för dessa arter är på engelska bitterleaf, ewuro, ndole och onugbu. De är vanliga i länder i Västafrika och Centralafrika. De är väldigt vanliga i Kamerunska köket, där de är huvudingrediens i nationalrätten ndolé. Löven har en söt och bitter smak. De säljs färska eller torkade och är huvudingredienser i egusisoppa.

## Arter
Arterna i släktet växer i Sydamerika, Afrika, Sydostasien och Nordamerika. Vernonia-arter är kända för att de hybridiserar mellan liknande arter lätt. Det finns runt 1 000 arter inom Vernonia. 